# Argýris Pedoulákis
Argýris Pedoulákis (grec moderne : Αργύρης Πεδουλάκης), né le 26 mai 1964, à Athènes, en Grèce, est un joueur et entraîneur grec de basket-ball. Il évolue durant sa carrière au poste d'arrière. 

## Biographie
En juillet 2014, Pedoulakis rejoint l'UNICS Kazan, club russe de première division, mais en novembre, il est limogé en raison de mauvais résultats.
En avril 2016, Pedoulakis retourne au Panathinaïkos mais il démissionne en octobre à la suite d'une lourde défaite en championnat contre le grand rival : l'Olympiakós. Pedoulakis est remplacé par Xavi Pascual.
En juin 2019, peu après le départ de Rick Pitino du poste d'entraîneur du Panathinaïkos, Pedoulákis redevient entraîneur de l'équipe. Il y signe un contrat de deux ans. Il quitte le club, d'un commun accord, en novembre et est remplacé par son adjoint Giorgos Vovoras.

## Palmarès
Entraîneur
- Champion de Grèce 2013, 2019
- Coupe de Grèce 2013, 2014
- Meilleur entraîneur du championnat de Grèce 2001, 2003, 2013